# Taejo de Goguryeo
Pour les articles homonymes, voir Taejo de Goryeo (Wang Geon) et Taejo de Joseon.
Taejo le Grand (태조, 太祖) est le sixième roi de Goguryeo (M-R : Koguryo), un des Trois Royaumes de Corée. Il serait né en 47 et aurait régné de 53 à 146 avant de mourir en 165 à l'âge de 118 ans d'après le Samguk Sagi (publié en 1145) et le Samguk Yusa (fin du XIIIe siècle), les deux principales sources pour l'histoire ancienne de la Corée et le règne de Taejo. Son nom de naissance était Ko Kung (고궁, 高宮) de la famille des Ko de Kyeru.

## Contexte
Taejo était le petit-fils de Yuri, le deuxième roi de Koguryo et le fils de Go Jaesa. Sa mère était originaire de Puyo.
À la mort de Mobon en 53, un roi impopulaire et bien que celui-ci ait nommé son fils Ik comme successeur, la cour de Koguryo nomme Jaesa en tant que successeur. Citant son grand âge, Jaesa refuse et son fils devient roi alors qu'il n'est âgé que de sept ans. La reine douairière prend alors le rôle de régente. 

## Expansion et centralisation
Pendant les premières années de son règne, il centralise le royaume en transformant les cinq clans en cinq provinces dirigées par un gouverneur originaire de ce clan et contrôlé directement par le roi. Il prend ainsi fermement le contrôle de l'armée, de l'économie et de la politique. 
Il conquiert l'Okcho oriental en 56, Galsa en 68, Jona en 72 et Juna en 74. Il incorpore les forces régionales au sein d'une administration centralisée et voyage à travers ses territoires pour renforcer son pouvoir. 
Il s'est battu à plusieurs occasions contre la Chine des Han et a coupé les relations commerciales entre la commanderie de Lelang et le reste de l'empire Han. En 55, il ordonne la construction d'une forteresse dans la commanderie du Liaodong. Il attaque les régions frontalières de la Chine en 105, 111, 118, 122 et 146. Pour l'attaque de 122 dans le Liaodong, il s'allie avec la confédération de Mahan et  les tribus voisines des Yemaeks et parvient à agrandir grandement son royaume. 

## Mort
Lors de la 94e année de son règne, son petit frère Susong le renverse et devient roi sous le nom de Chadae. Le Samguk Yusa rapporte que Chadae tua les deux fils de Taejo et que son successeur et demi-frère, Sindae tua ses deux frères en 165.
D'après le Livre des Han postérieurs, une compilation d’œuvres historiques chinoises réalisée par Fan Ye (398-445), Taejo serait mort en 121 et aurait été remplacé par son fils, Chadae. 
- (en) Cet article est partiellement ou en totalité issu de l’article de Wikipédia en anglais intitulé « Taejo of Goguryeo » (voir la liste des auteurs).